# Conostylis dielsii
Conostylis dielsii là một loài thực vật có hoa trong họ Huyết bì thảo. Loài này được W.Fitzg. mô tả khoa học đầu tiên năm 1901.